# Pontiac Bonneville Special
Pour les articles homonymes, voir Pontiac, Bonneville et Special.
La Pontiac Bonneville Special est une voiture de sport concept car GT, du constructeur automobile américain Pontiac (de General Motors), construite à 2 exemplaires, présentés simultanément au salon General Motors Motorama du Waldorf-Astoria de Manhattan à New York, et de l'Auditorium Pan-Pacific de Los Angeles 1954,,.

## Histoire
Ce premier modèle concept car de voiture de sport GT de la marque est conçu par Harley J. Earl (chef designer et vice président emblématique de General Motors), pour contribuer à améliorer l'image de General Motors, avec les Chevrolet Corvette C1 de 1953,.

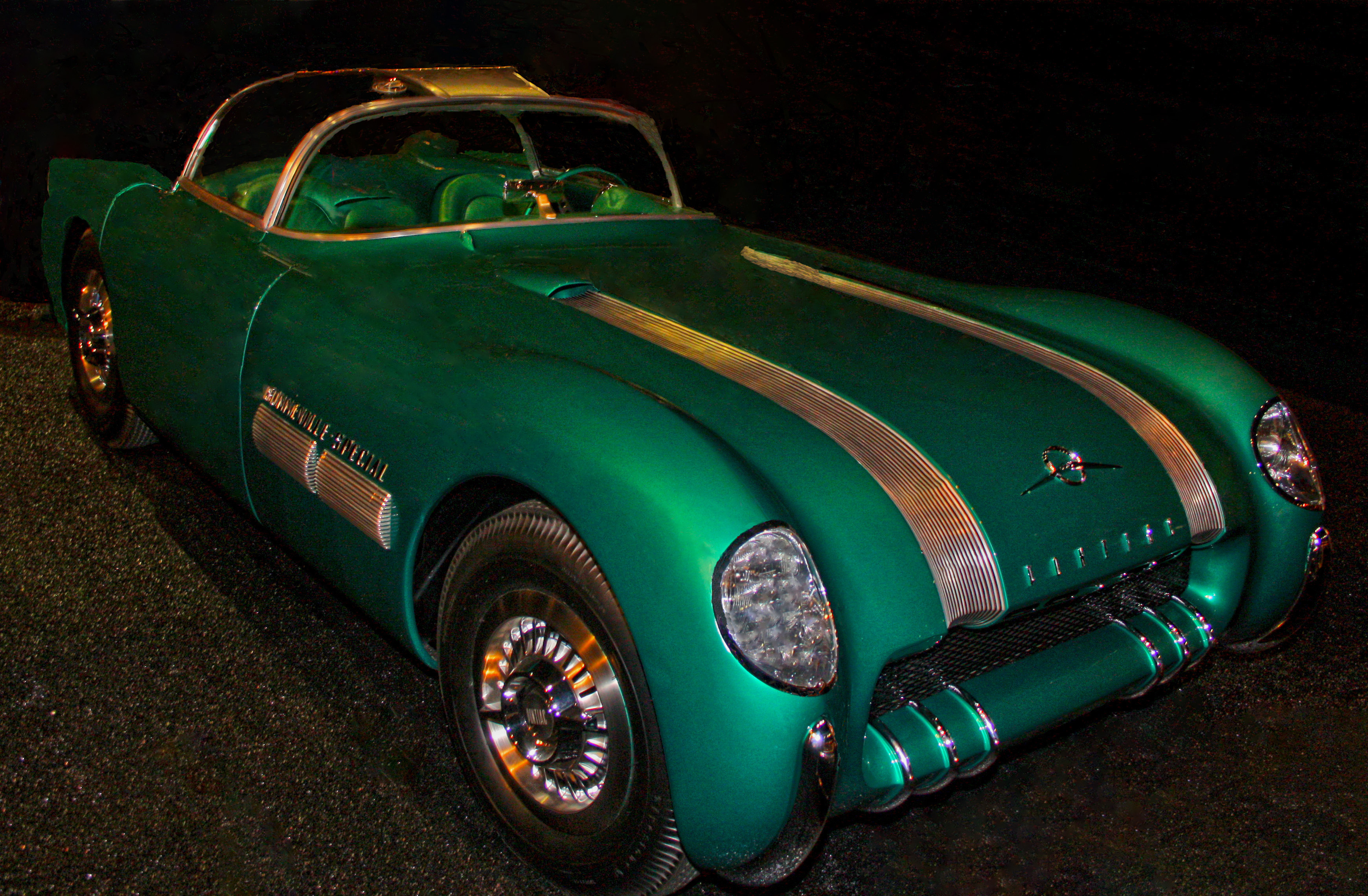
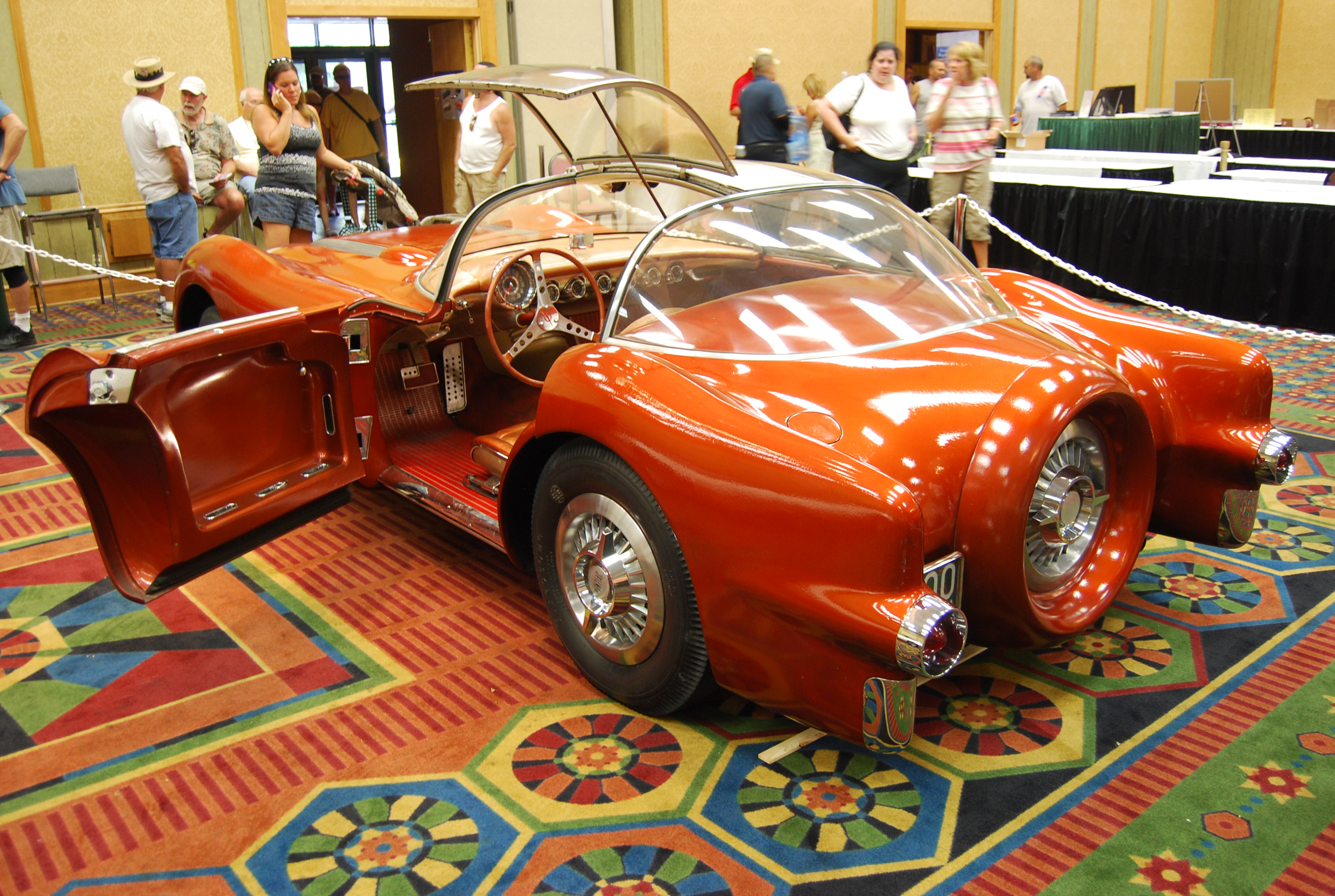
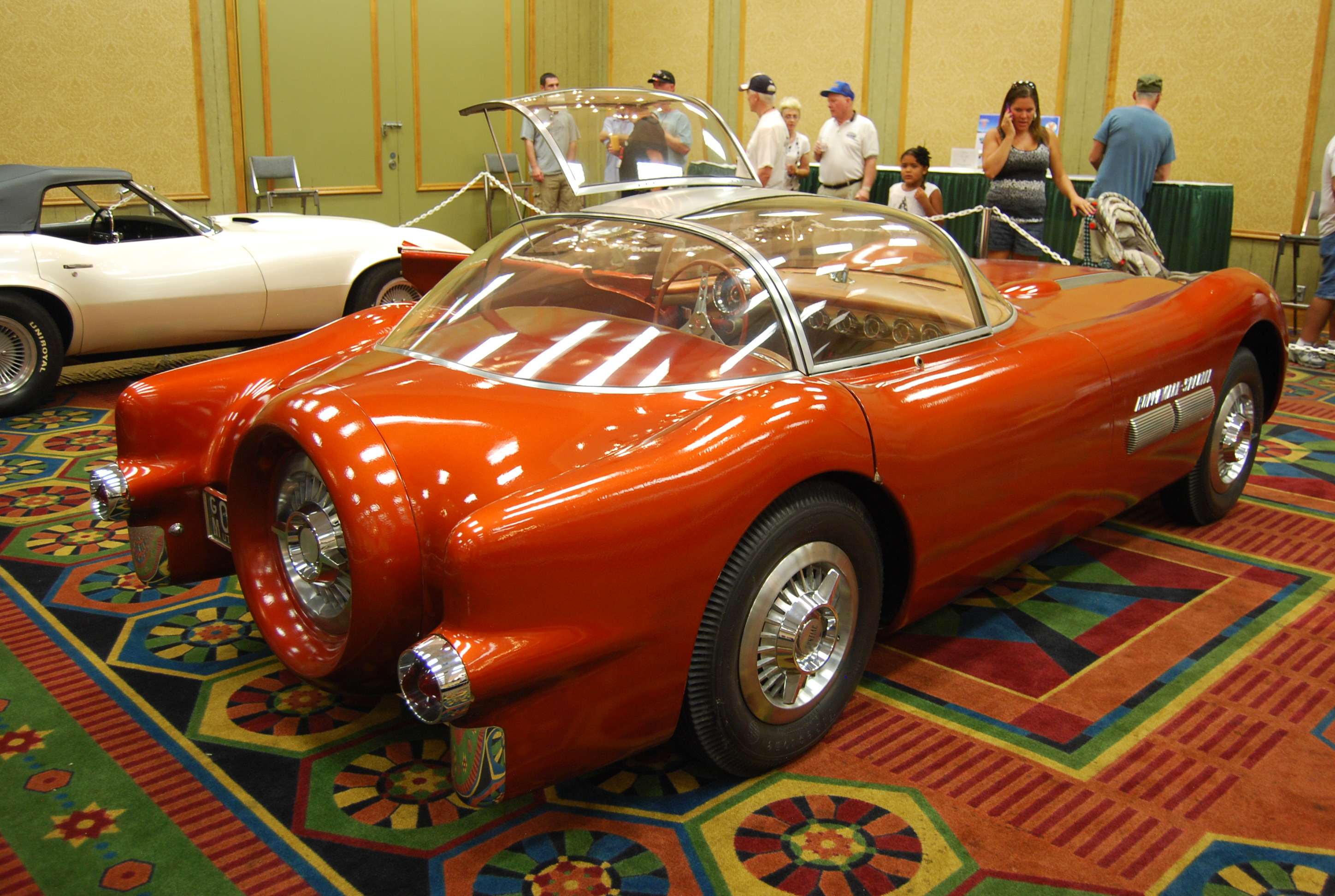

### Carrosserie
Son style futuriste très en vogue de l'époque, est inspiré des prémisses de l'ère du jet et de l'ère spatiale américaine des années 1950 (qui inspire entre autres les Tucker '48 (1947), Woodill Wildfire (1952), Golden Sahara II (1953), Ford FX-Atmos (1954), Ford Thunderbird (1954), Ford Mystere (1955), Lincoln Futura (1955), Oldsmobile Golden Rocket (1956), Ford Volante (1958), Cadillac Cyclone (1959), ou General Motors Firebird (1959)...),. 
Réalisée artisanalement en deux exemplaires (bronze métallisé, et vert émeraude) la carrosserie est conçue avec des solutions design et techniques innovantes, en fibre de verre, sur un châssis de Chevrolet Corvette C1 de 1953, avec arrière fastback, ailerons inspirés de l’aéronautique, emplacement de roue de secours en forme de réacteur d'avion, cockpit et portes papillon en plexiglas, nombreux chromes, intérieur cuir, volant sport...
Elle est baptisée du nom de « Bonneville » en rapport aux essais de records de vitesses terrestres américains d'une Lakester (en) à moteur Pontiac,, sur la célèbre piste de vitesse Bonneville Speedway du grand Lac Salé de Bonneville Salt Flats dans l'Utah. Elle inspire entre autres le concept car suivant Pontiac Club de Mer (en) de 1956, et précède la production en série des Pontiac Bonneville (en) (1958–2005). 

### Motorisation
A défaut du nouveau moteur en cours de développement Pontiac V8 engine (en) de 1955, la Bonneville Special est motorisée par un moteur Pontiac 8 cylindres en ligne « Special-8 » (Pontiac straight-8 engine (en)), poussé à 230 ch avec 4,4 L de cylindrée, avec boite automatique Hydramatic (en) 4 rapports. 

## Voitures de collection
- 2006 : le modèle vert émeraude est acheté aux enchères pour 3,3 millions de dollars par la collectionneur de voiture américain Barrett-Jackson (en)[13],[14],[15].